# 良宵引
《良宵引》，又名《良宵吟》，是一首古琴曲，《天聞閣琴譜》載其作者為賀若弼。

## 背景
此曲最早见于明朝嚴澂编写的《松弦馆琴谱》，其在《松弦馆琴谱》原琴谱無解题。

## 段落
此曲版本很多，《琴学初津》原载共三段，其原文曲意歌词爲：
其一 上畫樓，簾捲遍，竹外新兩收煙冪，倦鳥瞅嗽宿枝頭。笛喚起，淸淸月輪浮，要將酒樽酬。見他幾時留，且散閒愁。休休，且散閒愁。
其二 此生半是離憂，好夜億良儔。胡來不自由，髩髮偏驚秋，悲樂散聚無定謀。將使璧月影常圓，間天杳杳肯應否。
其三 憑檻四望，不見碧雲流。坐看織女牽牛，遠雁入蘆洲。這來莫負今夜月，觴詠良游。那便求桂宮，夜夜開掛上玉毬。這來莫負今夜月淸幽。